# Boogeyman
Omul negru, Babau sau Bau-Bau (în limba română sau italiană), Boogeyman (în limba engleză) este un monstru folcloric sau legendar. Omul negru nu are o înfățișare specifică, întrucât concepțiile privind chipul unui monstru variază de la o gospodărie la alta, chiar în cadrul aceleiași comunități. Omul negru poate fi folosit metaforic pentru a exprima o persoană sau un lucru, pentru care cineva are o frică irațională. Părinții le spun adesea copiilor lor obraznici că omul negru va veni și îi va lua, cu scopul de a-i face să se cumințească.
Se pare că legenda “Omului negru” își are originea în Scoția, acolo unde asemenea creaturi sunt denumite “bogles”, “boggarts“, sau “bogies”. Poveștile despre “omul negru” variază în funcție de zonă. Astfel, în unele locuri, “omul negru” e bărbat, iar în altele e o femeie. În statele din vestul SUA, “Omul negru” zgârâie la fereastră, pe când, în alte locuri din SUA el se manifestă ca o “ceață verde”. El se poate ascunde sub pat sau sub toaletă și îi gâdilă pe copii atunci când aceștia se duc la culcare. Se mai spune că un neg poate fi transmis altcuiva prin intermediul “Omului negru”.
În Asia de Sud-Est termenul de “Boogeyman” se referă la “pirații Bugis / Buganezi”, cei care atacau navele comerciale olandeze și engleze în secolele XVII și XVIII. Exista astfel credința că navigatorii europeni aduceau cu ei, în țările lor de origine, “fricile lor cu privire la Omul negru”.  Există o altă teorie în care se crede că acest cuvânt “Boogeyman” își are originile în secolul XVII, în portul algerian Boujaya (în franceză “Bougie”) exista un centru unde se făcea comerț cu sclavi de către comercianții de sclavi englezi, de aici provenind și fraza “Boogey va veni după tine”.
În Brazilia și în Portugalia există o creatură care se aseamănă cu “omul negru” și care este denumită “homem do saco”, adică “omul cu sacul”. Acesta are chipul unui vagabond, ce poartă în spinare un sac, în care îi pune pe copiii neascultători pentru a-i vinde. Părinții își sperie copiii să fie cuminți, pentru a nu fi luați de “omul cu sacul”. De asemenea, în Bulgaria, în unele sate, oamenii cred în existența unei creaturi păroase și negre, denumită “talasam”, care locuiește în întunericul hambarelor sau în podul caselor și care iese noaptea pentru a-i speria pe copii.

## Vezi și
- Baba Yaga
- Omul negru (joc)
- Omul negru (Boogeyman, film din 2005)
- Omul negru 2 (Boogeyman 2 , film din 2007)
- Omul negru 3 (Boogeyman 3, film din 2008)